# Варшаломидзе, Леван Гурамович
Леван Гурамович Варшаломидзе (груз. ლევან გურამის ძე ვარშალომიძე, род. 17 января 1972 года) — грузинский политик, председатель правительства Автономной Республики Аджария с 2004 по 2012 год. Вступил в должность 20 июля 2004 года после отставки Аслана Абашидзе, который управлял регионом вопреки центральному правительству Грузии, после Аджарского кризиса.

## Образование и начало карьеры
Варшаломидзе родился в Батуми. В 1994 году он окончил Киевский государственный университет со степенью магистра права, где подружился со своим однокурсником Михаилом Саакашвили. Он получил докторскую степень в том же учреждении в 1999 году и начал работу в Министерстве иностранных дел Грузии. В 2000 году, когда Саакашвили был министром юстиции Грузии, он назначил Варшаломидзе руководителем одного из своих бюро. После недолгой службы в Министерстве финансов Грузии в 2002 году он ушёл на пенсию в частный сектор. После революции роз, которая привела Саакашвили к власти, в январе 2004 года Варшаломидзе был назначен директором Грузинской железной дороги.

## Правительство Аджарии
Варшаломидзе вернулся в политику после ухода Аслана Абашидзе, давнего лидера Аджарии, который ушёл в отставку после конфликта с правительством Саакашвили 6 мая 2004 года. Его семья была связана с политикой региона с 1990-х годов. Его отец, Гурам Варшаломидзе (умер в 2020 году), бывший союзник Абашидзе, в середине 1990-х годов возглавлял Верховный совет Аджарии, позже возглавил региональное статистическое управление и с июля 2004 по 2005 год возглавлял Грузинскую нефтяную корпорацию.
После отставки Абашидзе Леван Варшаломидзе был назначен Саакашвили председателем специального временного совета при президенте, состоящего из двадцати членов, которому поручено осуществлять переход. 20 июля 2004 года Варшаломидзе был утвержден Верховным Советом Аджарии председателем правительства республики.
Варшаломидзе считают близким союзником президента Саакашвили и членом молодой реформистской команды, которая пришла в грузинскую политику после революции роз 2003 года. Критики обвиняют его в накоплении личного богатства, давлении на СМИ и кумовстве.
Во время своего пребывания в должности Варшаломидзе стал ключевой фигурой в масштабной перестройке Аджарии и особенно ее столицы Батуми. Он заявил, что пытается превратить его, помимо летнего туристического центра, в международный финансовый центр.
В апреле 2010 года Варшаломидзе публично обвинил премьер-министра Грузии Нику Гилаури и центральное правительство в игнорировании его просьб о передаче «технических функций» местным властям в Аджарии. После встречи с членами центрального правительства в Тбилиси Варшаломидзе сказал, что разногласия урегулированы.
14 января 2012 года Варшаломидзе был награждён президентом Саакашвили Президентским орденом отличия за его вклад в усилия, приведшие к освобождению грузинских моряков из плена сомалийских пиратов.
30 октября 2012 года, после поражения возглавляемой Саакашвили партии Единое национальное движение на общенациональных и региональных выборах Верховный совет Аджарии избрал Арчила Хабадзе, кандидата, выдвинутого новым премьер-министром Бидзиной Иванишвили, как нового главу правительства Аджарии. Варшаломидзе стал лидером региональной ячейки оппозиционной партии «Единое национальное движение».

## После 2012
После ухода из правительства Леван Варшаломидзе основал компанию LVP Project Management and Consulting. В 2015 году Варшаломидзе стал советником Президента Украины Петра Порошенко и возглавил группу грузинских экспертов, стремящихся содействовать реформам на Украине. Он вернулся в Аджарию в июле 2016 года и начал кампанию по предстоящим выборам[уточнить] в региональные и национальные законодательные органы, намеченным на 8 октября.

## Награды
- Орден Давида Агмашенебели (2013 год)[16].
- Президентский орден «Сияние» (2012 год)[17]